# L.O.V.E
《L.O.V.E》는 2014년 3월 5일에 발매된 양파의 싱글 앨범이다.
끝나가는 겨울 뒤로 시작되는 이 봄, 사랑하는 연인과의 이별에 아파하고, 그 추억에 쓸쓸한 마음을 대체불가한 양파만의 보이스로 아련하고도 청량감있게 표현한 미디움 템포의 곡. 웅장한 스트링, 다이나믹한 드럼 사운드가 긴장감을 이끌고, 팝피한 멜로디와 후반의 l.o.v.e.로 반복되는 훅이 인상적이다. 오랜만에 대중들에게 선보이는 컴백 신호탄으로 양파의 자작곡이다.
가온차트 히트작곡가상을 받으며 명실공히 최고의 프로듀싱팀임을 입증한 '이단옆차기'와 최근 케이윌, 케이윌 & 노을, 에이핑크 등을 공동작업하며 뛰어난 두각을 나타내고 있는 '텐조와타스코'와 함께 공동작곡했으며, 아련한 이별에 대한 가사는 양파의 실제 경험을 녹여냈다는 후문이다. 양파와 이단옆차기, 이 둘의 만남만으로도 또 한번의 히트를 예감케하는 곡이다

## 수록곡
| #            | 제목               | 작사         | 작곡                            | 편곡          | 재생 시간 |
| ------------ | ------------------ | ------------ | ------------------------------- | ------------- | --------- |
| 1.           | 〈L.O.V.E〉        | 양파         | 양파, 이단옆차기, 텐조와 타스코 | 텐조와 타스코 | 03:40     |
| 2.           | 〈L.O.V.E (Inst)〉 |              | 양파, 이단옆차기, 텐조와 타스코 | 텐조와 타스코 | 03:40     |
| 총 재생 시간 | 총 재생 시간       | 총 재생 시간 | 총 재생 시간                    | 총 재생 시간  | 07:20     |